# Châtelraould-Saint-Louvent

Châtelraould-Saint-Louvent este o comună în departamentul Marne, Franța. În 2009 avea o populație de 236 de locuitori.